# Chiesa del Santissimo Salvatore (Cormano)
La chiesa del Santissimo Salvatore è la parrocchiale di Cormano, in città metropolitana e arcidiocesi di Milano; fa parte del decanato di Bresso.

## Storia
La prima citazione dell'ecclesia Sancti Salvatoris di Cormano, dipendente dalla pieve di Santa Maria di Bruzzano, risale al 1147 ed è contenuta in un documento dell'arcivescovo Oberto; una seconda menzione reca la data del 12 marzo 1178.
La chiesa è poi elencata nel Liber Notitiae Sanctorum Mediolani, redatto alla fine del XIII secolo da Goffredo da Bussero, e dallo Status Ecclesiae Mediolanensis si apprende che era parrocchiale.
Nella relazione della visita pastorale del 1582 dell'arcivescovo Carlo Borromeo si legge che questo edificio era di dimensioni ridotte, che il soffitto era in legno, che l'ingresso era posto a occidente e che vi era annesso il camposanto; il presule ordinò in quell'occasione che venisse eseguito un ampliamento del luogo di culto. Negli anni successivi queste disposizioni vennero rispettate.
Con la peste del 1630, il cimitero attiguo alla chiesa non bastò più, tanto che nel pavimento della stessa si rese necessario realizzare nuove sepolture.
Nel 1756 l'arcivescovo Giuseppe Pozzobonelli, durante la sua visita, trovò che la parrocchiale del Santissimo Salvatore, in cui avevano sede le confraternite del Santissimo Sacramento e della Beata Vergine di Monte Carmelo, aveva come filiale l'oratorio di San Cristoforo di Ospitaletto e che i fedeli ammontavano a 480.
In seguito alla sua nomina a parroco di Cormano, avvenuta il 10 settembre 1789, don Felice Castiglioni si rese conto delle pessime condizioni in cui versava la chiesa e, pertanto, ne promosse la riedificazione ex novo: nel 1791, ottenuta l'autorizzazione necessaria, iniziarono i lavori, che si conclusero in pochi mesi, tanto che il 26 luglio 1792 la nuova parrocchiale venne aperta al culto.
Nel 1814, grazie all'interessamento di don Carlo Cereda, la chiesa fu dotata dell'organo; tuttavia, nei due decenni successivi questo si deteriorò tanto da dove essere sostituito nel 1840 da un nuovo strumento realizzato dal bergamasco Felice Bossi.
La sagrestia fu costruita nel 1850, mentre sette anni dopo venne aggiunta la cappella laterale di San Felice, mentre nel 1871 si provvide a realizzare la nicchia che ospita il fonte battesimale.
Degli atti della visita pastorale del 1901 dell'arcivescovo Andrea Carlo Ferrari s'apprende che il numero dei fedeli era pari a 1650 e che la parrocchiale era sede della confraternita del Santissimo Sacramento e delle tre Pie unioni di Nostra Signora delle Vittorie, dell'Apostolato della Preghiera e della Madonna del Carmine; nel 1903 fu condotto un restauro delle coperture.
Nel 1930 la parrocchia passò dal vicariato foraneo di Bruzzano a quello di Bresso; nel 1939 il cardinale Alfredo Ildefonso Schuster mutò la dedica della chiesa parrocchiale: dal titolo di San Salvatore, vescovo di Belluno (assente nel Martirologio Romano), si passò a quello di Gesù Cristo Santissimo Salvatore.
Nel 1941 il campanile venne interessato da una risistemazione, mentre fu condotto un ampliamento della chiesa tra il 1952 e il 1956, a causa dell'aumento della popolazione cormanese.
Nel 1971-72, con la riorganizzazione territoriale dell'arcidiocesi voluta dall'arcivescovo Giovanni Colombo, la parrocchia entrò a far parte del decanato di Bresso.
Tra il 1978 e il 1979 la chiesa fu oggetto di un importante restauro, in occasione del quale si procedette pure all'adeguamento liturgico secondo le usanze postconciliari mediante lo spostamento dell'altare.
Nel 2010 il luogo di culto venne dotato anche dell'ambone, benedetto dall'arcivescovo Dionigi Tettamanzi nella primavera di quell'anno.

## Descrizione

### Esterno
La facciata a capanna della chiesa, rivolta a oriente, è suddivisa da una cornice marcapiano aggettante in due registri: quello inferiore, scandito da quattro lesene corinzie, presenta centralmente il portale d'ingresso e ai lati due nicchie con le statue raffiguranti i Santi Antonio da Padova e Teresina del Bambino Gesù, mentre quello superiore è caratterizzato da una finestra murata.
Al di sopra della parrocchiale si erge il campanile a base quadrata, la cui cella presenta su ogni lato una monofora a tutto sesto ed è coperta dal tetto a quattro falde.

### Interno
L'interno dell'edificio si compone di un'unica navata, divisa in tre campate, sulla quale si affacciano i bracci del transetto, introdotti da archi a tutto sesto, e le cui pareti sono scandite da lesene sorreggenti la trabeazione modanata e aggettante sulla quale si imposta la volta a botte; al termine dell'aula si sviluppa il presbiterio, rialzato di alcuni gradini, delimitato da balaustre e chiuso dall'abside di forma semicircolare.
Qui sono conservate diverse opere di pregio, tra le quali il quadro di scuola lombarda raffigurante la Madonna con bambino in grembo con al fianco i Santi Ambrogio e Salvatore vescovo, risalente all'inizio del XVII secolo, e un Crocifisso ligneo dell'Ottocento.